# ميتالوسين

الصيغة العامة للميتالوسين

الميتالوسينات (Metallocene) صنف من المركبات الكيميائية تتألف من أنيونين اثنين من حلقي البنتاديينيل (−C5H5 الذي يرمز له Cp)، ويرتبط بهما في المنتصف عنصر فلزي (M) يكون في حالة الأكسدة II، بحيث تكون الصيغة العامة لهذه المركبات على الشكل C5H5)2M). تصنف الميتالوسينات على أنها أحد أنماط المركبات الشطيرية، حيث أنه غالباً ما تكون حلقتا البنتادينيل في مركبات الميتالوسين متوازية، ومرتبطة مع فلز انتقالي في المنتصف بروابط ذات أطوال متساوية.

## التعريف
تسمى مركبات الميتالوسين حسب نوع الفلز المرتبط، فعلى سبيل المثال، يسمى الفروسين، وهو أشهر مركبات الميتالوسين وأولها اكتشافاً، نسبة إلى الاسم اللاتيني للحديد Ferrum. من الأمثلة الأخرى، كل من تيتانوسين في حال عنصر التيتانيوم، وفانادوسين في حال عنصر الفاناديوم.
من الأمثلة الاستثنائية للميتالوسينات مركب منغنوسين، والذي يكون فيه عنصر المنغنيز مرتبطاً مع حلقات Cp بشكل غير متوازي. من الأمثلة الاستثنائية الأخرى، مركب مثل Cp2Ba، حيث يتم الارتباط مع الباريوم، وهو فلز غير انتقالي.

## التاريخ

فروسين

كان الفروسين أول المركبات المصنفة تحت الميتالوسينات، ولكن بنيته لم تعرف فور اكتشافه، والذي حدث بشكل متزامن سنة 1951 من مجموعتي بحث، الأولى مجموعة بحث كيلي Keally و بوسون Pauson، والثانية مجموعة بحث ميلر Miller. كان كيلي وبوسون يحاولان تحضير مركب فولفالين من أكسدة ملح حلقي البنتاديينيل بمركب ثلاثي كلوريد الحديد اللامائي FeCl3، ولكنهم حصلوا على مركب له الصيغة C10H10Fe. في الوقت نفسه، بين ميلر الحصول على المركب نفسه من تفاعل حلقي البنتاديين مع الحديد في وجود أكاسيد الألومنيوم أو البوتاسيوم أو الموليبدنوم.
أما بنية المركب "C10H10Fe" فقد جرى تحديدها من قبل ويلكنسون  وفيشر ، واللذان حازا نتيجة هذا العمل على جائزة نوبل في الكيمياء سنة 1973، لعملهما على المركبات الشطيرية، ولتحديد بنية الفروسين. بعد اكتشاف الفروسين، تمكن فيشر من تحضير مركبات ميتالوسين أخرى من الكوبالت (كوبالتوسين) والنيكل (نيكلوسين).

## اقرأ أيضاً
- كيمياء عضوية فلزية